# جی ژائوگوانگ
جی ژائوگوانگ (انگلیسی: Ji Zhaoguang؛ زادهٔ ۵ دسامبر ۱۹۵۶)  بازیکن بسکتبال اهل چین بود. وی در بازی‌های المپیک تابستانی ۱۹۸۴ شرکت کرده‌است.